# Петров, Анатолий Викторович
Анато́лий Ви́кторович Петро́в (14 июля 1913, с. Черкизово, Московская губерния — 24 июля 1985, Москва) — российский гобоист и педагог, артист оркестра московского Большого театра и государственного симфонического оркестра СССР, доцент Московской консерватории, Заслуженный артист РСФСР (1969).

## Биография
Анатолий Петров закончил Московский музыкальный техникум по классу Михаила Иванова в 1934 году.
В 1939 году он экстерном окончил Московскую консерваторию.
С 1934 по 1937 год Петров играл в оркестре Большого театра СССР.
В 1937—1972 годах он был солистом государственного симфонического оркестра СССР. Помимо работы в оркестре, Анатолий Петров выступал сольно и в составе камерных ансамблей. Среди его партнёров по ансамблям были такие известные музыканты как Леонид Коган, Галина Баринова и Мария Гринберг.
С 1957 года он преподавал в Московской консерватории. Среди учеников Анатолия Петрова — солист Большого театра и профессор Московской консерватории Геннадий Керенцев.
Похоронен на Ваганьковском кладбище.

## Творчество
Анатолий Петров был одним из первых музыкантов в СССР, которые стали использовать гобой французской системы вместо инструмента немецкой системы. Трубач Сергей Болотин в своём «Биографическом словаре музыкантов-исполнителей на духовых инструментах» отмечал его умелое использование выразительных средств гобоя и глубокое проникновение в специфику и своеобразие музыки композиторов разных стран и эпох: Моцарта, Бетховена, Чайковского, Прокофьева, Шостаковича и других. Звук инструмента Анатолия Петрова Болотин описывал как 
…задушевный, несколько грудной и в то же время светлый… в исполнении как классической, так и современной музыки.

## Награды и звания
- Лауреат Всесоюзного конкурса музыкантов-исполнителей (1941)
- Заслуженный артист РСФСР (1969)